# Lebenswogen
Lebenswogen ist ein 1916 entstandenes, österreichisches Stummfilmdrama von Jakob Fleck und Luise Kolm mit Liane Haid und Hermann Benke in den Hauptrollen.

## Handlung
Im Sanatorium des Prof. Wanderberg wird eine fürstliche Hoheit erwartet, die von Wanderbergs bis dahin recht erfolglosen Sohn und Nachwuchsmediziner Fritz operiert werden soll. Am selben Tag findet sich Kommerzialrat Berger, ebenfalls erkrankt, ein. Auch er soll operiert werden. Seine Tochter Liane ist mit Fritz Wanderberg verlobt. Der junge Arzt sieht Bergers Zustand als nicht sonderlich dramatisch an; eine Diagnose, der Fritzens Vater nicht nur vehement widerspricht, sondern die auch noch grundfalsch ist. Prof. Wanderberg ist sehr besorgt über seines Sohnes Grundhaltung im Allgemeinen und seinen mangelnden medizinischen Fachkenntnissen im Besonderen. Obwohl am nächsten Tag die Operationen vorgenommen werden sollen, kommt Fritz Wanderberg von einer wild durchzechten Nacht betrunken heim. Daraufhin wird er von den Operationen abgezogen, die stattdessen der talentierte, fleißige und ehrgeizige Kollege Dr. Lenk durchführen soll. Beide Operationen gelingen, und Dr. Lenk rückt zum Leibarzt des Fürsten auf. Darüber hinaus gewinnt er auch noch die Liebe Lianes.
Erzürnt von diesen Entwicklungen, will Fritz Wanderberg Rache an dem lästigen Konkurrenten nehmen. Er spürt die alkoholsüchtige Mutter Lenks auf und sorgt dafür, dass sie im Vollrausch auf einer Festivität Bergers auftaucht und sich dort in ihrem Zustand zu Tode stürzen will. Damit ist Dr. Lenks Ruf weitgehend zerstört, Kommerzialrat Berger zieht seine widerstrebende Tochter von Lenk fort und weist diesem geschockt die Tür. Auf dem Heimweg sieht der geschasste Arzt sein zusammengebrochene Mutter auf der Straße sterben. Den lästigen Konkurrenten endlich losgeworden, versucht Fritz erneut, bei Liane zu landen, doch die zeigt ihm nur verächtlich die kalte Schulter. Fritzens Rachefeldzug nimmt immer schrecklichere Formen an; er unternimmt einen Mordversuch an Liane und legt die Täterspur in Richtung Lenks. Dieser wird daraufhin verhaftet. Dank seiner ärztlichen Kompetenz bekommt Lenk einen Freigang aus der Untersuchungshaftgenehmigt und kann die schwer verletzte Liane mit der Injektion eines von ihm entwickelten Heilserums retten. Liane erhält die Fähigkeit, zu sprechen zurück und nennt im Delirium Fritzens Name. Der wird daraufhin an ihr Krankenbett geholt, und Liane wiederholt ihre Anschuldigung, dass er den Mordanschlag auf sie verübt habe. Fritz Wanderberg wird verhaftet, und der Verlobung von Liane Berger mit Erwin Lenk steht jetzt nichts mehr im Wege.

## Produktionsnotizen
Lebenswogen wurde 1916 in Wien gedreht, passierte im Dezember desselben Jahres die deutsche Filmzensur und wurde mit Schulverbot (= Jugendverbot) belegt. Die Uraufführung war am 5. Januar 1917 in Wien. Die gezeigte Fassung des Vierakters war rund 1500 Meter lang.
Der Film war eine der diversen Zusammenarbeiten von Hermann Benke und Liane Haid während des Ersten Weltkriegs. Zuvor hatten beide für die Wiener Kunstfilm-Industrie bereits u. a. die patriotischen Dramen Mit Herz und Hand fürs Vaterland (1915) und Mit Gott für Kaiser und Reich (1916) sowie das Melodram Die Tragödie auf Schloß Rottersheim gedreht.

## Kritiken
„Mit diesem prächtigen Film, der alle Vorzüge eines Qualitätsbildes aufweist, hat die Wiener Kunstfilm-Industrie-Gesellschaft ihren guten Ruf neuerlich auf das Beste bewährt. Der Zuschauer steht ständig im Banne einer fesselnden und ethischen Handlung, die sich zu dramatischer Höhe erhebt, und die, was ein besonderer Vorzug ist, von beliebten erstklassigen Wiener Künstlern packend und lebenswahr dargestellt wird.“

In Paimann’s Filmlisten ist zu lesen: „Stoff (mit Ausnahme der Injektions- und Überfallszene im Walde) spannend und interessant mit sehr guten, aus dem Leben gegriffenen dramatischen Szenen. Photos und Szenerie sehr gut.“